# 田中敦
田中 敦（たなか あつし、1932年 - ）は、日本のテレビプロデューサー・テレビディレクター・音楽評論家・音楽プロデューサー。

## 来歴・人物
1955年、国立音楽大学卒業後にラジオ東京（のちの東京放送=TBS→東京放送ホールディングス）へ入社。同期にアナウンサーの鈴木治彦らがいる。入社当時ラジオ東京テレビ（のちのTBSテレビ）が開局しており、それと同時に数々の番組ディレクターを担当し、1958年5月4日からスタートした『ロッテ 歌のアルバム』ではプロデューサーを担当し、人気歌手の歌謡ショーの司会を担当していた玉置宏を司会に起用、正統の歌謡番組として王道を歩み続け数々のスターと歌手を育て上げた。更には無名のスポンサーだったロッテの知名度を上げた。その後、他の音楽番組を担当し、TBSを退職。日本レコード大賞・新宿音楽祭・日本有線大賞の審査員も担当した。TBS退社後は、音楽評論家・音楽プロデューサーとして活躍。
「独断と偏見とポリシー」にこだわり、『歌のアルバム』担当時は長髪の歌手・グループの出演は断固として認めなかった。最もグループ・サウンズ全盛の頃、スパイダース・ザ・タイガース・テンプターズのグループを出演させなかった。それらの背景にはスポンサーのロッテの強い方針もあったという。当時、スパイダースのメンバーだった田辺昭知はそれを聞いて見返してやると発奮したという。ただ、メンバーとは個人的にお付き合いをしていたと語っている。
ある日、上司だった当時の制作局長に「いい歌番組のアイデアがないのか」と聞かれ、その時「毎週、一番売れている人気曲を10曲並べてベストテン番組を作れば面白いかも。出来っこないですが…」と提案をし、制作局長も「そのアイデアいただき、やってよ!」と一発で快諾した。当時の編成も反対があった物の懸命に口説き倒して快諾を得て番組をスタートさせた。それが後に人気番組となった『ザ・ベストテン』だった。
TBSの音楽番組を牽引してきた人物ではあるが、世相には疎い面があった。1963年11月10日に坂本九の特番『坂本九ショー』を放送した際、坂本が『炭坑節』を歌った。しかしそれを見た視聴者らから「炭鉱の爆発事故の後になんと言う番組をやるのか」と抗議が殺到した。実は放送前日（11月9日）に、三井三池炭鉱で爆発事故が起こり、更には国電も鶴見事故が起こるという凄惨な事故が立て続けに起こっていた。しかし、関東在住の田中はてっきり鶴見事故があった事しか知らず、そのまま放送をOAをした。また当時、坂本が所属していた「マナセプロ」からLPを出す絡みで1週間前倒しで放送してほしいという要望も重ってしまったという。しかし、世相を踏まえた番組作りの重要性を痛感した田中は、これ以降は新聞の三面記事にも目を通す事になった。

## 関連情報

### 制作番組
プロデュース
- ロッテ 歌のアルバム（スタート時から13年間担当）
- TBS歌謡曲ベストテン
- みんなで歌おう

他
ディレクター
- 歌う喫茶店
- ピアス・ナインショー

他

### 審査員を担当した音楽賞
- 日本レコード大賞
- 新宿音楽祭
- 日本有線大賞

### 著書
- 『こんなテレビ界を知っているか 口外厳禁! テレビを見るための地獄耳』ベストセラーズ・ワニの本 1983